# Mała
Mała – wieś w Polsce, położona w województwie podkarpackim, w powiecie ropczycko-sędziszowskim, w gminie Ropczyce.
W latach 1954–1961 wieś należała i była siedzibą władz gromady Mała, po jej zniesieniu w gromadzie Niedźwiada. W latach 1975–1998 miejscowość administracyjnie należała do województwa rzeszowskiego.
Miejscowość jest siedzibą parafii św. Michała Archanioła, należącej do dekanatu Wielopole Skrzyńskie, diecezji rzeszowskiej.

## Części wsi
| SIMC    | Nazwa          | Rodzaj    |
| ------- | -------------- | --------- |
| 0660038 | Budzikówka     | część wsi |
| 0660044 | Dział          | część wsi |
| 0660050 | Dziedzicówka   | część wsi |
| 0660067 | Góra           | część wsi |
| 0660073 | Granice        | część wsi |
| 0660080 | Jamszcze       | część wsi |
| 0660096 | Kamieniec      | część wsi |
| 0660104 | Kociemyśl      | część wsi |
| 0660110 | Madejówka      | część wsi |
| 0660127 | Miasto         | część wsi |
| 0660133 | Miklosówka     | część wsi |
| 0660140 | Od Braciejowej | część wsi |
| 0660156 | Orkiszówka     | część wsi |
| 0660162 | Piterówka      | część wsi |
| 0660179 | Pod Pomnik     | część wsi |
| 0660185 | Podjamszcze    | część wsi |
| 0660191 | Podkociomyśle  | część wsi |
| 0660200 | Porąbka        | część wsi |
| 0660216 | Pustki         | część wsi |
| 0660222 | Rzeki          | część wsi |
| 0660239 | Zagórze        | część wsi |

## Historia
Z Małej wywodzą się dwie znane postacie: Tadeusz Sinko, prof. Uniwersytetu Jagiellońskiego, nauczyciel greki i łaciny oraz prof. Wojciech Durek, artysta rzeźbiarz. Po ukończeniu edukacji w Polsce i studiach w Wiedniu, prof. Durek powrócił do rodzinnej wsi. Chciał po sobie pozostawić w Małej jakąś pamiątkę. W porozumieniu z ówczesnym proboszczem księdzem Józefem Kuczkiem i przy pomocy miejscowej ludności postanowił postawić na najwyższym wzgórzu figurę Chrystusa Króla. Cokół stanął w 1937 roku. Figurę została odlana z betonu. W czasie II wojny światowej przetrwała  nie uszkodzona. Po wojnie sowieccy żołnierze strzelali do figury Chrystusa. Uszkodzone zostały: głowa, szyja i jedna dłoń. Uszkodzenia zostały szybko naprawione przez autora rzeźby.. Według innej relacji uszkodzenia figury dokonali żołnierze niemieccy.
Pomnik został wzniesiony jako wotum dziękczynne za uratowanie wsi Mała od klęski gradobicie, które spustoszyło sąsiednie miejscowości (za informacją z tablicy przy pomniku)
Kilka razy do roku pod figurą odbywają się nabożeństwa z udziałem młodzieży. W okresie Wielkiego Postu odprawiana jest droga krzyżowa. Istnieje prawdopodobieństwo, że Wojciech Durek zaczerpnął wzór figury podobnej do 30-metrowej figury Chrystusa, górującego nad Rio de Janeiro ze wzgórza Corcovado, zbudowanej w 1931 roku. Był to jedyny taki pomnik w Polsce do dnia 6 listopada 2010 roku, kiedy to w Świebodzinie stanął 33-metrowy, największy na świecie Pomnik Chrystusa Króla.

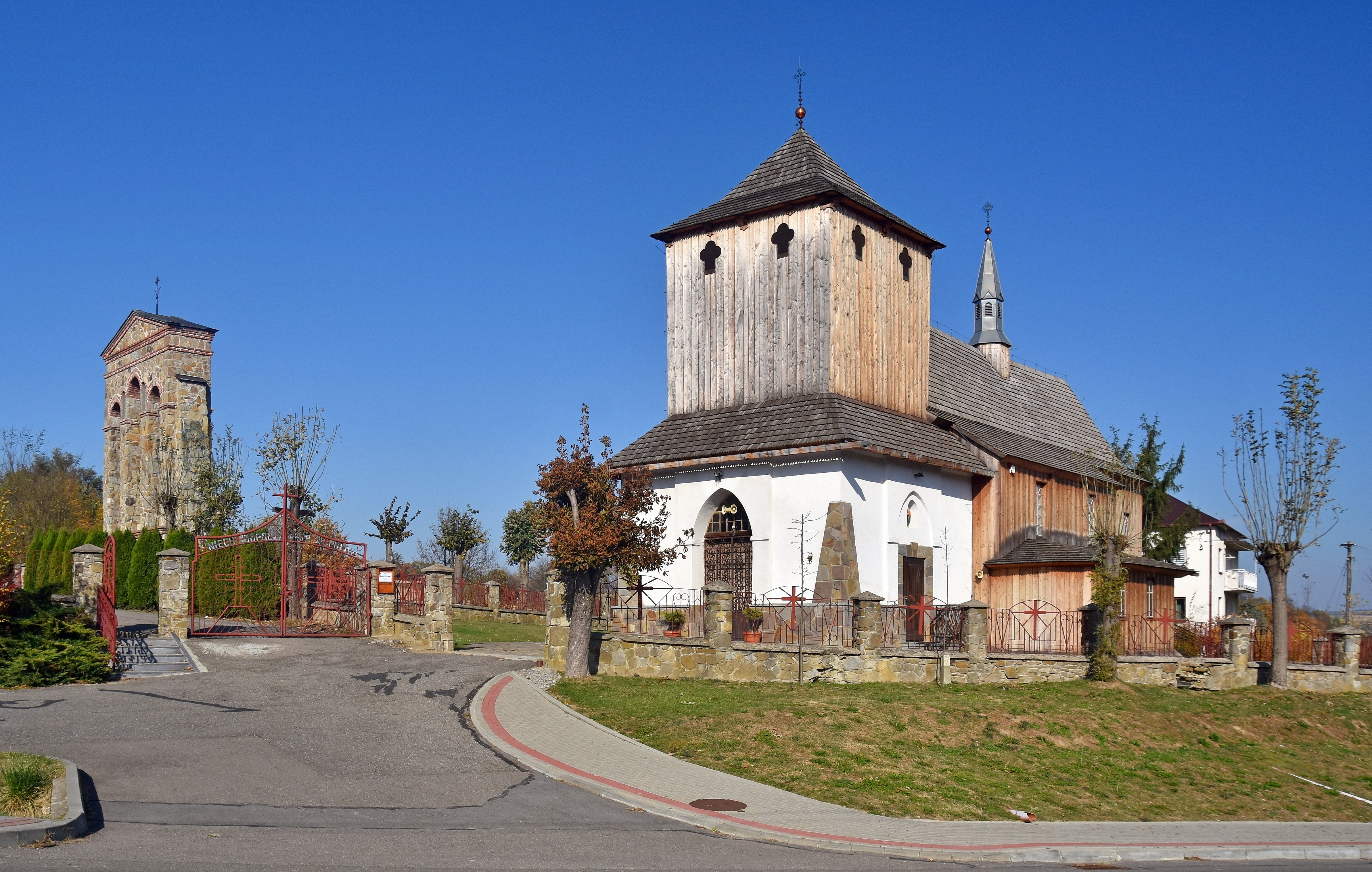
Zabytkowy kościół parafialny
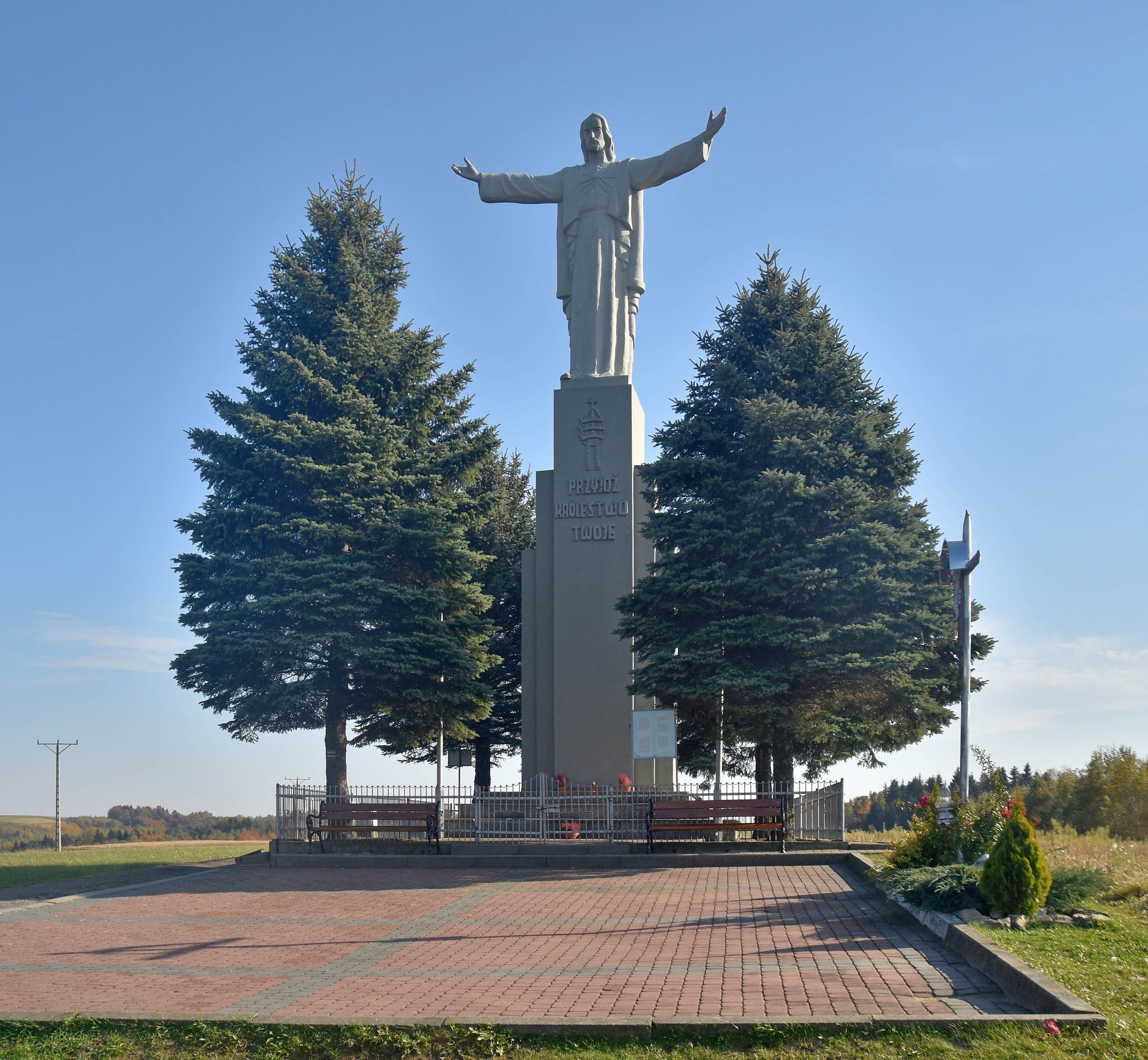
Pomnik Chrystusa Króla
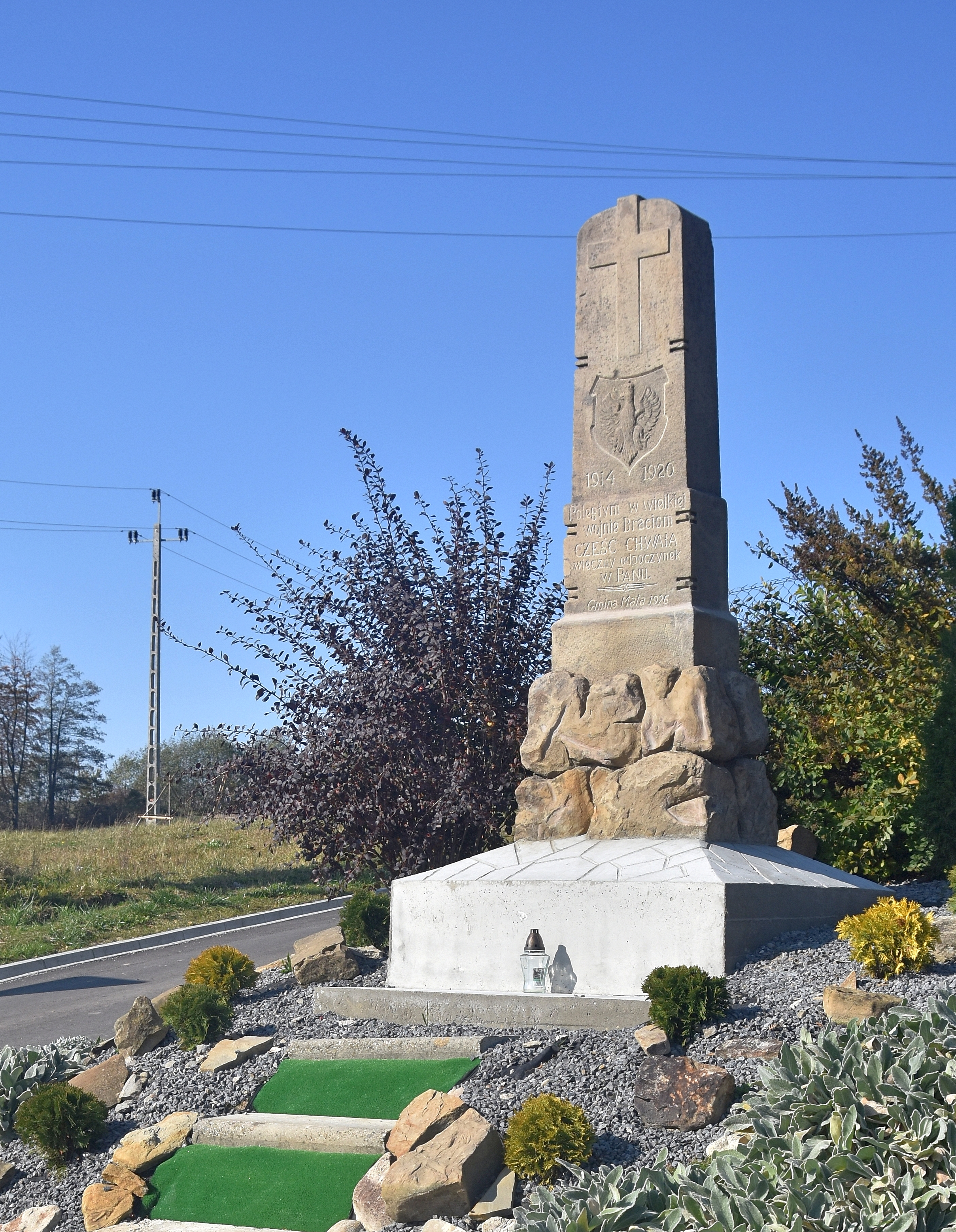
Pomnik poległych w latach 1914-20

## Zabytki
- Kościół św. Michała Archanioła - został wzniesiony końcem XVI wieku. Położony na wzniesieniu, wielokrotnie przebudowywany. Niewielka drewniana budowla, jednonawowa z węższym zamkniętym trójbocznie prezbiterium. Tuż przy kościele znajduje się cmentarz parafialny o powierzchni 2 ha, a na nim murowana kaplica wybudowana w 1847 roku (nr rej.: A-560 z 23.08.1979)[10].
- Pomnik Chrystusa Króla - monument o konstrukcji żelbetowej zbudowany w 1937 roku, autorstwa Wojciecha Durka. Figura wraz z postumentem ma 17,5 m wysokości. Usytuowana na wzgórzu, w roku 2007 wygrała w plebiscycie Nowin na „Siedem cudów Podkarpacia”[11].
- Resztki parku dworskiego - założony w pierwszej połowie XIX wieku. Obecnie można jedynie oglądać pozostałości parku krajobrazowego w postaci starodrzewia: lip, kasztanów i dębów (nr rej.: 1256 z 3.11.1992)[10].
- Kapliczki pochodzące z połowy XIX wieku.